# 아소역 (구마모토현)
아소역(일본어: 阿蘇駅)은 일본 구마모토현 아소시에 위치한 규슈 여객철도 호히 본선의 철도역이다. 상대식 승강장 2면 2선의 구조를 갖춘 지상역이다.

## 타는 곳
| 1 | ■ 호히 본선 | (상행) | 스이젠지 · 구마모토 방면               |
| 1 | ■ 호히 본선 | (하행) | 미야지 · 오이타 · 벳푸 방면            |
| 2 | ■ 호히 본선 | (하행) | 미야지 · 분고타케다 방면 (보통 열차만) |

## 역 주변
- 국도 제57호선
- 국도 제212호선
- 우치노마키 온천

## 역사
- 1918년 1월 25일 : 보츄역으로서 철도원이 개업.
- 1961년 3월 20일 : 아소역으로 개칭.
- 1987년 4월 1일 : 일본국유철도 분할 민영화에 의해, 규슈 여객철도가 승계.

## 인접 역
| 호히 본선                | 호히 본선   | 호히 본선                |
| ------------------------ | ----------- | ------------------------ |
| 우치노마키 구마모토 방면 | ■ 호히 본선 | 이코이노무라 오이타 방면 |